# Qualificazioni al campionato europeo maschile di calcio 1960
Questa voce raccoglie un approfondimento sui risultati degli incontri e sulle classifiche per l'accesso alla fase finale del Campionato europeo di calcio 1960.

## Formula
30 membri UEFA: 4 posti disponibili per la fase finale. Nessuna squadra è qualificata direttamente. Albania, Belgio, Finlandia, Galles, Germania Ovest, Inghilterra, Irlanda del Nord, Islanda, Italia, Lussemburgo, Paesi Bassi, Scozia, Svezia e Svizzera non partecipano alle qualificazioni; mentre partecipa la Turchia pur essendo solo membro FIFA.
Rimangono 17 squadre per 4 posti disponibili. Le qualificazioni si dividono in tre turni:
- Turno preliminare: 2 squadre, giocano partite di andata e ritorno. La vincente accede agli ottavi di finale.
- Ottavi di finale: 16 squadre, giocano partite di andata e ritorno. Le vincenti si qualificano ai quarti di finale.
- Quarti di finale: 8 squadre, giocano partite di andata e ritorno. Le vincenti si qualificano alla fase finale.

In caso di parità tra due squadre, viene effettuato uno spareggio in campo neutro; in caso di ulteriore parità si effettua il sorteggio.

## Turno preliminare
| Squadra 1 | Totale | Squadra 2      | Andata | Ritorno |
| --------- | ------ | -------------- | ------ | ------- |
| Irlanda   | 2 - 4  | Cecoslovacchia | 2 - 0  | 0 - 4   |

### Andata
| Arbitro: | Lucien Van Nuffel |

|                               |           |  |
| Tuohy 22’ Cantwell 42’ (rig.) | Marcatori |  |

### Ritorno
| Arbitro: | Joseph Barbéran |

|                                                         |           |  |
| Stacho 4’ (rig.) Buberník 57’ Pavlovič 66’ Dolinský 75’ | Marcatori |  |

## Ottavi di finale
| Squadra 1        | Totale | Squadra 2      | Andata | Ritorno |
| ---------------- | ------ | -------------- | ------ | ------- |
| Unione Sovietica | 4 - 1  | Ungheria       | 3 - 1  | 1 - 0   |
| Francia          | 8 - 2  | Grecia         | 7 - 1  | 1 - 1   |
| Romania          | 3 - 2  | Turchia        | 3 - 0  | 0 - 2   |
| Norvegia         | 2 - 6  | Austria        | 0 - 1  | 2 - 5   |
| Jugoslavia       | 3 - 1  | Bulgaria       | 2 - 0  | 1 - 1   |
| Germania Est     | 2 - 5  | Portogallo     | 0 - 2  | 2 - 3   |
| Polonia          | 2 - 7  | Spagna         | 2 - 4  | 0 - 3   |
| Danimarca        | 3 - 7  | Cecoslovacchia | 2 - 2  | 1 - 5   |

### Andata
| Arbitro: | Alfred Grill |

|                                   |           |            |
| Il'in 4’ Metreveli 20’ Ivanov 32’ | Marcatori | 85’ Göröcs |

| Arbitro: | Gottfried Dienst |

|                                                               |           |             |
| Kopa 23’ Fontaine 25’, 85’ Cisowski 29’, 68’ Vincent 61’, 87’ | Marcatori | 48’ Yfantis |

| Arbitro: | Gottfried Dienst |

|                                        |           |  |
| Oaidă 62’ Constantin 77’ Dinulescu 81’ | Marcatori |  |

| Arbitro: | Werner Bergmann |

|  |           |         |
|  | Marcatori | 32’ Hof |

| Arbitro: | Mihai Popa |

|                    |           |  |
| Galić 1’ Tasić 87’ | Marcatori |  |

| Arbitro: | Alois Obtulovic |

|  |           |                        |
|  | Marcatori | 12’ Matateu 67’ Coluna |

| Arbitro: | Angel Rodriguez Mendizabal |

|                       |           |                                     |
| Pohl 34’ Brychczy 62’ | Marcatori | 40’, 52’ Suárez 41’, 56’ Di Stéfano |

| Arbitro: | Johan Bronkhorst |

|                         |           |                         |
| Pedersen 18’ Hansen 20’ | Marcatori | 30’ Kačáni 43’ Dolinský |

### Ritorno
| Arbitro: | Vincenzo Orlandini |

|                   |           |           |
| Marche 85’ (aut.) | Marcatori | 71’ Bruey |

| Arbitro: | Borge Nedelkovski |

|                                 |           |  |
| Küçükandonyadis 13’, 54’ (rig.) | Marcatori |  |

| Arbitro: | Juan Garay Gardeazabal |

|                           |           |                    |
| Coluna 45’, 62’ Cavém 68’ | Marcatori | 47’ Vogt 72’ Kohle |

| Arbitro: | Dimosthemis Stathatos |

|                                               |           |                   |
| Hof 3’, 25’ (rig.) Nemec 21’, 67’ Skerlan 59’ | Marcatori | 19’, 35’ Ødegaard |

| Arbitro: | Jozef Kowal |

|  |           |            |
|  | Marcatori | 58’ Voinov |

| Arbitro: | Karoly Balla |

|                                      |           |  |
| Di Stéfano 30’ Gensana 69’ Gento 85’ | Marcatori |  |

| Arbitro: | Helmut Köhler |

|                                                 |           |            |
| Buberník 38’, 56’ Scherer 49’, 87’ Dolinský 63’ | Marcatori | 35’ Kramer |

| Arbitro: | Kurt Tschenscher |

|          |           |           |
| Diev 50’ | Marcatori | 56’ Mujić |

## Quarti di finale
| Squadra 1  | Totale | Squadra 2        | Andata | Ritorno |
| ---------- | ------ | ---------------- | ------ | ------- |
| Spagna     | 0 - 6  | Unione Sovietica | 0 - 3  | 0 - 3   |
| Francia    | 9 - 4  | Austria          | 5 - 2  | 4 - 2   |
| Portogallo | 3 - 6  | Jugoslavia       | 2 - 1  | 1 - 5   |
| Romania    | 0 - 5  | Cecoslovacchia   | 0 - 2  | 0 - 3   |

### Andata
| Arbitro: | Manuel Martin Asensi |

|                                        |           |                       |
| Fontaine 7’, 18’, 70’ Vincent 38’, 82’ | Marcatori | 40’ Horak 65’ Pichler |

| Arbitro: | Joseph Barbéran |

|                         |           |            |
| Santana 30’ Matateu 70’ | Marcatori | 81’ Kostić |

| Arbitro: | Andor Dorogi |

|  |           |                        |
|  | Marcatori | 9’ Masopust 45’ Bubník |

| Mosca 29 maggio 1960 | Unione Sovietica | 3 – 0 (tav.) referto | Spagna |  |

### Ritorno
| Arbitro: | Leo Helge |

|                      |           |                                                 |
| Nemec 26’ Probst 64’ | Marcatori | 46’ Marcel 59’ Rahis 77’ Heutte 83’ (rig.) Kopa |

| Arbitro: | Alfred Stoll |

|                                                    |           |           |
| Šekularac 8’ Čebinac 45’ Kostić 50’, 88’ Galić 79’ | Marcatori | 29’ Cavém |

| Arbitro: | Leif Gulliksen |

|                             |           |  |
| Buberník 1’, 15’ Bubník 18’ | Marcatori |  |

| Madrid 9 giugno 1960 | Spagna | 0 – 3 (tav.) referto | Unione Sovietica |  |

## Statistiche

### Classifica marcatori
5 reti
- Titus Buberník
- Just Fontaine

4 reti
- Jean Vincent

3 reti
- Erich Hof
- Horst Nemec
- Milan Dolinský
- Mário Coluna
- Alfredo Di Stéfano
- Bora Kostić

2 reti
- Vlastimil Bubník
- Adolf Scherer
- Thadée Cisowski
- Raymond Kopa
- Ove Ødegaard
- Domiciano Cavém
- Matateu
- Luis Suárez
- Lefter Küçükandonyadis
- Milan Galić

1 reti
- Walter Horak
- Rudolf Pichler
- Erich Probst
- Karl Skerlan
- Todor Diev
- Ladislav Kačáni
- Josef Masopust
- Ladislav Pavlovič
- Imrich Stacho
- Bent Hansen
- John Kramer
- Poul Pedersen
- Horst Kohle
- Gerhard Vogt
- Stéphane Bruey
- François Heutte
- Jean-Jacques Marcel
- Bernard Rahis
- Elias Yfantis
- János Göröcs
- Lucjan Brychczy
- Ernest Pohl
- Joaquim Santana
- Noel Cantwell
- Liam Tuohy
- Gheorghe Constantin
- Constantin Dinulescu
- Nicolae Oaidă
- Anatoli Ilyin
- Valentin Ivanov
- Slava Met'reveli
- Jurij Vojnov
- Enric Gensana
- Francisco Gento
- Zvezdan Čebinac
- Muhamed Mujić
- Dragoslav Šekularac
- Lazar Tasić

Autoreti
- Roger Marche (pro-Grecia)